# Saint-Yrieix-la-Perche
Saint-Yrieix-la-Perche (Occitaans: Sent-Iriès) is een plaats en gemeente in het Franse departement Haute-Vienne. Het ligt zo'n 40 km ten zuiden van Limoges. De gemeente heeft een oppervlakte van 100,98 km² en het aantal inwoners is 6.873 (1 januari 2022).
De plaats is genoemd naar de heilige Yrieix (Aredius), die er in de 6e eeuw een abdij stichtte. In de plaats staat de Tour du Plô, een 12e-eeuwse donjon die rest van vroegere versterkingen. De kerk van Saint-Yrieix is een voormalige kapittelkerk die dateert gedeeltelijk uit de 12e en de 13e eeuw.
De gemeente was bekend als delfplaats van kaolien en als productiecentrum van porselein.

## Geschiedenis
In de oudheid werd in de streek goud gewonnen. De heilige Aredius stichtte rond 564 een abdij op zijn landbouwdomein. De plaats ontstond rond deze abdij. De burggraven van Limoges hadden een kasteel in Saint-Yrieix, waarvan de donjon een overblijfsel is. De kapittelkerk werd begunstigd door de hertogen van Aquitanië.
In 1765 werd door Jean-Baptiste Darnet kaolien gevonden in Saint-Yrieix. Deze diende als grondstof voor de porseleinindustrie van Limoges. Er kwamen tientallen groeven in de gemeente en in 1800 werd er jaarlijks ongeveer 350 ton gewonnen. In Saint-Yrieix zelf ontwikkelde zich ook een porseleinnijverheid.
In 1903 werd in de stad een kazerne geopend. Na de Eerste Wereldoorlog, toen de dienstplicht werd teruggebracht van 3 jaar naar 18 maanden was er minder nood aan kazernes en werd de kazerne van Saint-Yrieix gesloten. Het kazernegebouw werd in 1922 gekocht door de gemeente en werd omgebouwd tot school.

## Geografie
De oppervlakte van Saint-Yrieix-la-Perche bedroeg op 1 januari 2022 100,98 vierkante kilometer; de bevolkingsdichtheid was toen 68,1 inwoners per km². De Loue stroomt door de gemeente.
De onderstaande kaart toont de ligging van Saint-Yrieix-la-Perche met de belangrijkste infrastructuur en aangrenzende gemeenten.

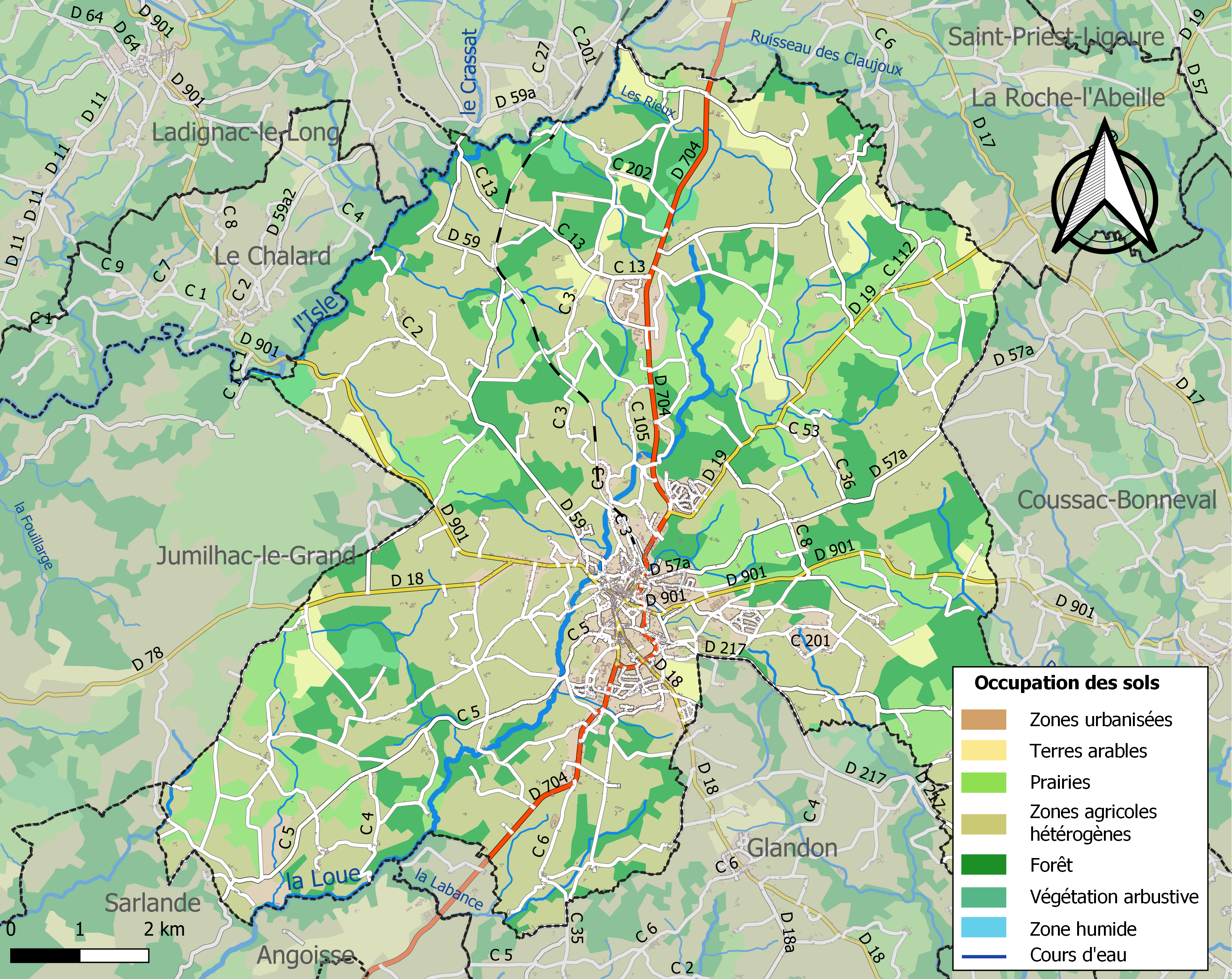

## Verkeer
In de gemeente ligt het spoorwegstation Saint-Yrieix-la-Perche.

## Demografie
Onderstaande figuur toont het verloop van het inwoneraantal van Saint-Yrieix-la-Perche vanaf 1962.
Bron: Frans bureau voor statistiek. Cijfers inwoneraantal volgens de definitie
 population sans doubles comptes (zie de gehanteerde definities)